# Мале Комполє
Мале Комполє (словен. Male Kompolje) — поселення в общині Іванчна Гориця, Осреднєсловенський регіон, Словенія. Висота над рівнем моря: 318,2 м.